# Herfindahl-Index
Der Herfindahl-Index, auch Hirschman-Index oder Herfindahl-Hirschman-Index genannt, ist eine oft benutzte Kennzahl zur Konzentrationsmessung, zum Beispiel in der Ökonomie zur Messung einer Unternehmenskonzentration.
Er ist nach Orris Clemens Herfindahl (1918–1972) bzw. Albert O. Hirschman (1915–2012) benannt und wird  häufig mit HHI oder {\displaystyle H} abgekürzt.
Bei der Errechnung des Herfindahl-Index wird von einer Verteilung von Objekten auf mehrere Gruppen ausgegangen: So teilt sich etwa der gesamte Absatz eines Erzeugnisses auf einem bestimmten Markt auf eine bestimmte Anzahl {\displaystyle N} von Produzenten auf, die das Erzeugnis herstellen. Allerdings verteilt sich der Absatz meist nicht gleichmäßig auf alle Erzeuger. Über das Ausmaß der Konzentration des Absatzes auf einen oder wenige Anbieter gibt nun der Herfindahl-Index {\displaystyle H} Auskunft.

## Berechnung

### HHI
Der HHI berechnet sich folgendermaßen:
{\displaystyle H:=\sum _{i=1}^{N}{a_{i}^{2}}}
mit
{\displaystyle a_{i}:={\frac {x_{i}}{\sum _{j=1}^{N}{x_{j}}}}}
Dabei bezeichnet {\displaystyle x_{i}} die absolute Häufigkeit der {\displaystyle i}-ten (positiven) Merkmalsausprägung.
In Worten ausgedrückt ist der HHI die Summe aller quadrierten Marktanteile der Wettbewerber eines Marktes. Mathematisch gesehen liegt dieser Wert zwischen {\displaystyle {\tfrac {1}{N}}\leq H\leq 1}, wobei 1 einem Monopol entspricht. In den Wirtschaftswissenschaften ist es üblich, das Prozentzeichen zu verlieren (bzw. die prozentualen Marktanteile zuvor mit 100 zu multiplizieren), der so erhaltene HHI kann dann Werte zwischen {\displaystyle {\tfrac {10000}{N}}\leq H\leq 10\,000} annehmen. Die Werte lassen sich durch Multiplikation bzw. Division mit 10.000 ineinander umrechnen.
Die Europäische Kommission gibt folgendes vereinfachte Beispiel zum besseren Verständnis: Der HHI misst die Marktkonzentration durch Addieren der quadrierten Marktanteile aller Anbieter in einem Wirtschaftszweig. Wenn auf einem Markt zum Beispiel fünf Unternehmen einen Anteil von je 20 % halten, beträgt der HHI 400 + 400 + 400 + 400 + 400 = 2000. Je höher der HHI für einen bestimmten Markt ist, desto größer ist der Anteil der Produktion, der auf eine kleine Anzahl von Firmen entfällt. Im Allgemeinen kann die Marktkonzentration bei einem HHI von unter 1000 als niedrig, von 1000 bis 1800 als mittelmäßig und über 1800 als stark bezeichnet werden.
Der Herfindahl-Index ist also die normalisierte Summe der quadrierten Anteilswerte und kann Werte von {\displaystyle {\tfrac {1}{N}}} bis {\displaystyle 1} annehmen, wobei der minimale Wert bei Gleichverteilung des Absatzes über alle Anbieter (= minimale Konzentration), der maximale Wert hingegen bei maximaler Konzentration (also wenn der gesamte Absatz auf einen einzigen Anbieter entfällt) erreicht wird.

### Normalisierter HHI
Der normalisierte HHI kann Werte von {\displaystyle 0} bis {\displaystyle 1} annehmen und berechnet sich wie folgt:
{\displaystyle H_{norm}:={\frac {H-{\frac {1}{N}}}{1-{\frac {1}{N}}}}={\frac {N}{N-1}}H-{\frac {1}{N-1}}}
Im Unterschied zum nicht-normalisierten Herfindahl-Index ist der normalisierte Herfindahl-Index invariant gegenüber der Zahl {\displaystyle N} der Anbieter. 
Beispiel: Bei {\displaystyle N} Anbietern mit identischen Marktanteilen gilt: 
- Nicht-normalisierter HHI: {\displaystyle H=1/N}
- Normalisierter HHI: {\displaystyle H_{norm}=0} für alle {\displaystyle N}

## Anwendungsgebiete
Angewandt wird der Herfindahl-Index vor allem in folgenden Bereichen:
- In der Volkswirtschaftslehre sowie im Bereich des Kartellrechts zum Nachweis der marktbeherrschenden Stellung eines oder mehrerer Anbieter: Hohe Werte von {\displaystyle H} legen nahe, dass einer oder einige wenige Hersteller weite Teile des Marktes kontrollieren, während {\displaystyle H=1} für ein Monopol steht.
- In der Marktforschung als Maßzahl für die Markentreue eines Kunden oder einer Gruppe von Kunden: Je höher {\displaystyle H} liegt, desto stärker konzentriert sich der Kunde bei seinen Einkäufen auf eine oder wenige Marken. Wird immer die gleiche Marke gekauft, ist {\displaystyle H} gleich {\displaystyle 1}.
- In der Betriebssystem-Lehre wenn es um die faire Verteilung von Betriebsmitteln geht.
- In der Politikwissenschaft, wenn es um die Parteienzersplitterung geht, wobei ein niedrigerer Herfindahl-Index für ein stärker zersplittertes Parteiensystem steht.[4]
- In der Transplantationsmedizin zur Beurteilung des Therapieerfolges in Abhängigkeit von der Operationshäufigkeit in verschiedenen Krankenhäusern[5]
- In der Religionswissenschaft, um den Grad religiöser Pluralität einer Gesellschaft zu messen.[6]